# Freak Out (jeu vidéo)
Pour les articles homonymes, voir Freak Out.
Freak Out (Hippa Linda au Japon et Stretch Panic en Amérique du Nord) est un jeu vidéo de plates-formes développé par Treasure, sorti en 2001 sur PlayStation 2.
Il est cité dans Les 1001 jeux vidéo auxquels il faut avoir joué dans sa vie.

## Accueil
- Famitsu : 30/40[2]